# 刘振英
刘振英（1945年—），汉族，中华人民共和国政治人物、第十一届全国政协委员。
加入中国共产党，担任中央人民广播电台编委会委员、广播学会常务副会长、原新闻中心副主任。2008年，当选第十一届全国政协委员，代表新闻出版界，分入第四十四组。并担任教科文卫体委员会专委。